# Laçin, Sarıcakaya
Laçin là một thị trấn thuộc huyện Sarıcakaya, tỉnh Eskişehir, Thổ Nhĩ Kỳ. Dân số thời điểm năm 2011 là 643 người.